# Jason Hsu
Jason Hsu Meng Zhe (chino: 许孟哲, pinyin: Xǔ Mèngzhe, 27 de julio de 1985) es un cantante y actor taiwanés, miembro de la banda musical 5566. También es conocido en Filipinas por su personaje que interpreta a Cyborg en un episodio de una serie de televisión, titulada Capitán Barra.

## Personajes en televisión
| Año  | Título                                  | Personaje                    |
| 2007 | 櫻野3加1 / Ying Ye 3 Jia 1              | Wang Dao Ren / 王道仁 / Bulu |
| 2007 | 食神 / Shi Shen                         | JASO                         |
| 2006 | Captain Barbell                         | Cyborg 5566                  |
| 2004 | 愛上千金美眉 / In Love With a Rich Girl | Ye Wei Zhe                   |
| 2004 | 千金百分百 / 100% Senorita              | Meng Zhe Lin                 |
| 2003 | 西街少年 / Westside Story               | Feng Ye Sen                  |
| 2002 | MVP 情人 / My MVP Valentine             | D.J.                         |